# Володар Токіо
King of Tokyo (укр. Володар Токіо) — настільна гра про монстрів з використанням власних кубиків, карток і плиток, розроблена Річардом Гарфілдом і випущена в 2011 році. Спіноф King of New York було опубліковано в 2014 році. Гру було перевидано в 2016 році із абсолютно новими зображеннями та персонажами.

## Ігровий процес

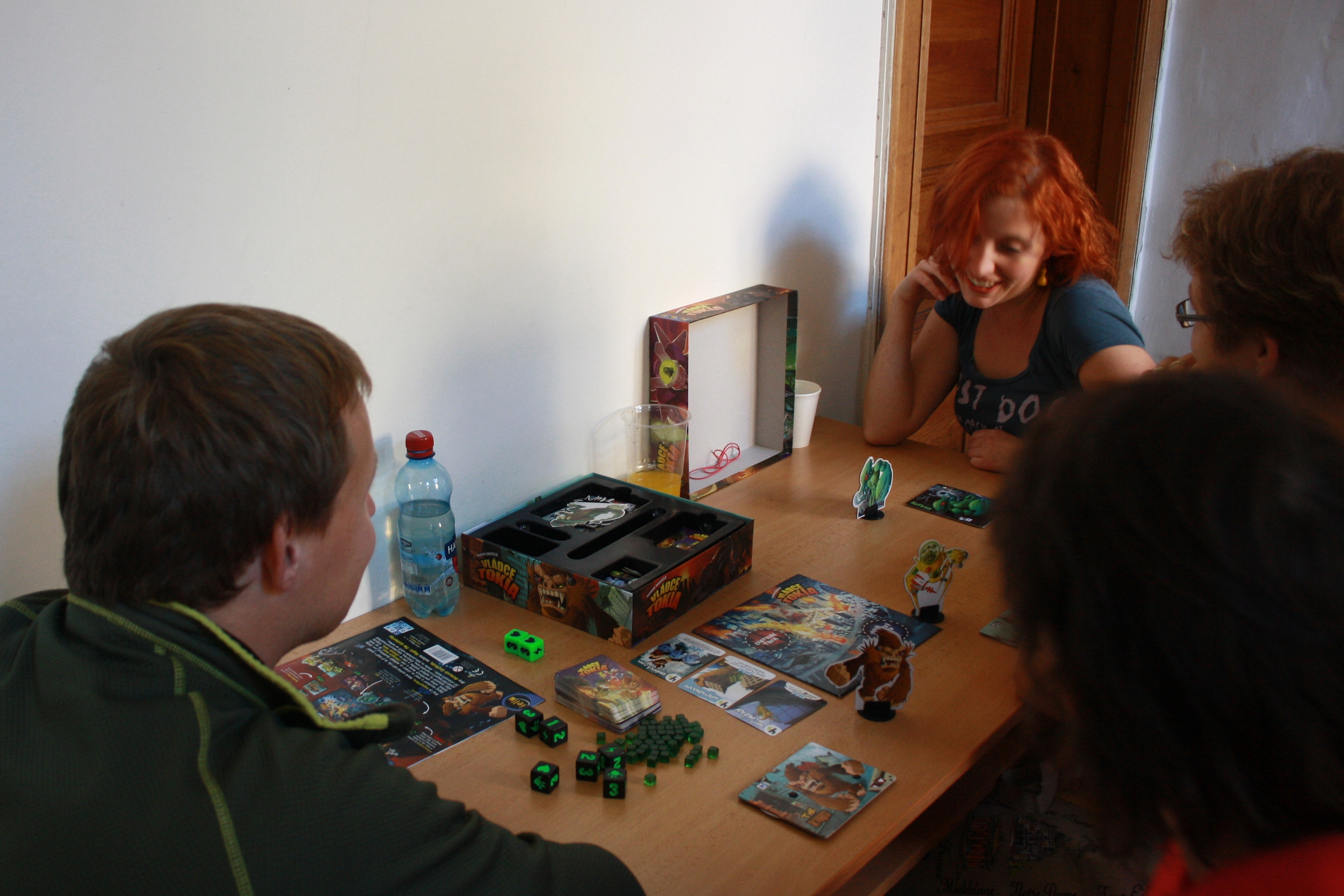

Шестигранні кубикі мають такі значення — енергія, здоров'я, атака, 1, 2 і 3.
- енергія — дозволяє гравцям збирати жетони енергії, що дорівнює кількості значків енергії, які вони викинули; ці жетони використовуються для покупки карток потужності.
- здоров'я — відновлює здоров'я гравців на один, максимум до 10.
- атака(1, 2, 3) — якщо «Токіо-Сіті» зайнято поточним гравцем, вчинити шкоду всім гравцям за межами «Токіо-Сіті», та навпаки, якщо поточний гравець поза межами «Токіо-Сіті», то вчиняє шкоду гравцеві, який зайняв «Токіо-Сіті». Шкода дорівнює кількості кубіків з атакою. Випадіння трьох одиниць дає гравцеві 1 переможний бал, три двійки приносять 2 очки, а три трійки — 3. Будь-який додатковий кубик з однаковим номером отримує 1 додатковий бал кожен. Коли Токіо-Сіті вільний, дає гравцеві можливість зайняти «Токіо-Сіті» та отримати переможний бал.[1]

Колода являє собою картки покращення, які гравці можуть купити за накопичену енергію.

## Видання
- Перше видання
- Друге видання
- Темне видання (англ. King of Tokyo Dark Edition)
- King of Tokyo Monster Box (2021)

## Спінофи
- King of New York (2014) — окрема гра з ідентичною ігровою механікою та представляє шість нових монстрів (Капітан Фіш, Шериф, Конг, Богомол, Роб і Драконіс), які атакують райони Нью-Йорка. У ігровий процес дадано розмежування нецентральної зони (боро Нью-Йорка), інші кубики, іншу колоду здібностей, плитки будівель, які при знищенні перетворюються на, військові сили міста.
  - Доповнення Power Up для King of New York, випущене в 2016 році, додає одного нового монстра (Мега Акула) і містить 56 еволюційних карт для всіх семи монстрів.
- King of Monster Island (2021)

## Доповнення
Лютоборщ (англ. Fierce borsch) — у 2020 український видавець представив нового промо монстра (продається окремо) із наступним описом:
```
Вже багато століть по світу мандрують легенди про винахідливого 

козака, який дуже любив варити і їсти борщ. Він постійно винаходив нові 
рецепти, удосконалював інгредієнти. І ось одного разу, темної ночі, в 
розпал сильної грози, йому вдалося досягти вершини своєї кулінарної 
майстерності. Він створив зброю неймовірної сили – монстра, якого назвав
 «Лютоборщ». Це було величезне чудовисько з казаном замість голови і 
гігантською палицею в руках. Чимало віків цей монстр спав у печері, але 
тепер він прокинувся, і шлях його лежить у місто Токіо…
```